# Larissa Karlova
Larissa Oleksandrivna Karlova (ukrainien : Лариса Олександрівна Карлова, russe : Лариса Александровна Карлова), née le 7 août 1958 à Kiev (RSS d'Ukraine), est une ancienne handballeuse soviétique puis ukrainienne des années 1970 et 1980.
Avec l'équipe nationale soviétique, Larissa Karlova est, avec sa compatriote Zinaïda Tourtchina, la joueuse la plus titrée aux Jeux olympiques avec deux titres olympiques en 1976 (à seulement 17 ans) et en 1980 et une médaille de bronze en 1988 (3 mois après avoir donné naissance à son fils Cyril le 11 avril 1988). Elle est également championne du monde en 1982 et 1986.
En club, elle évolue au Spartak Kiev avec lequel elle remporte 8 fois la Coupe d'Europe des clubs champions et 13 titres de championne d'URSS.

## Palmarès

### En équipe nationale
Jeux olympiques
- Championne olympique en 1976 à Montréal
- Championne olympique en 1980 à Moscou
- Médaille de bronze en 1988 à Séoul

Championnats du monde
- Championne du monde en 1982
- Championne du monde en 1986
- Vice-championne du monde en 1978 en Tchécoslovaquie

### En club
Compétitions internationales
- vainqueur de la Coupe des clubs champions (8) : 1977, 1979, 1981, 1983, 1985, 1986, 1987, 1988

Compétitions nationales
- vainqueur du Championnat d'URSS (13) : consécutifs de 1975 à 1988
- Vainqueur du Championnat de Yougoslavie (1) : 1990
- vainqueur du championnat d'Italie (5) : 1992, 1993, 1994, 1995 et 1996
- vainqueur de la coupe d'Italie (1) : 1995

### Distinctions individuelles
- élue meilleure joueuse du championnat du monde 1982[3]